# Palazuelos de Muñó
Palazuelos de Muñó – gmina w Hiszpanii, w prowincji Burgos, w Kastylii i León, o powierzchni 8,69 km². W 2011 roku gmina liczyła 60 mieszkańców.